# 80. Sinfonie (Haydn)
Die Sinfonie d-Moll Hoboken-Verzeichnis I:80 komponierte Joseph Haydn wahrscheinlich im Jahr 1784 während seiner Anstellung als Kapellmeister beim Fürsten Nikolaus I. Esterházy.

## Entstehung der Sinfonien Nr.79, 80 und 81

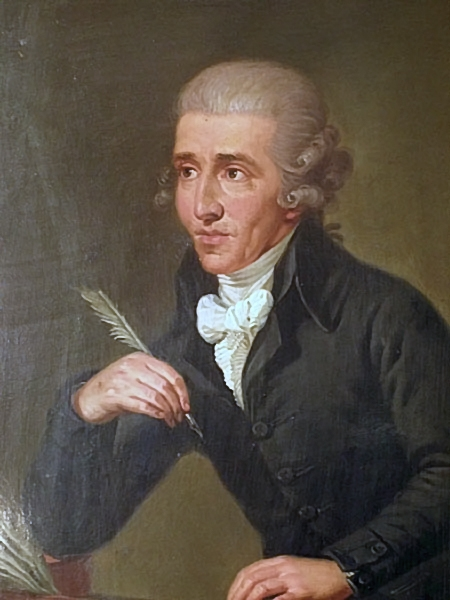
Joseph Haydn (Gemälde von Ludwig Guttenbrunn, um 1770)

Zur Entstehung der wahrscheinlich 1784 komponierten Sinfonien Nr. 79 bis 81 siehe bei der Sinfonie Nr. 79.

## Zur Musik
Besetzung: Querflöte, zwei Oboen, zwei Fagotte, zwei Hörner, zwei Violinen, Viola, Cello, Kontrabass. Über die Beteiligung eines Cembalo-Continuos in Haydns Sinfonien bestehen unterschiedliche Auffassungen.
Aufführungszeit:  ca. 20 bis 25 Minuten (je nach Einhalten der vorgeschriebenen Wiederholungen).
Bei den hier benutzten Begriffen der Sonatensatzform ist zu berücksichtigen, dass dieses Schema in der ersten Hälfte des 19. Jahrhunderts entworfen wurde (siehe dort) und von daher nur mit Einschränkungen auf die Sinfonie Nr. 80 übertragen werden kann. – Die hier vorgenommene Beschreibung und Gliederung der Sätze ist als Vorschlag zu verstehen. Je nach Standpunkt sind auch andere Abgrenzungen und Deutungen möglich.

### Erster Satz: Allegro spiritoso
d-Moll / D-Dur, 3/4-Takte, 188 Takte

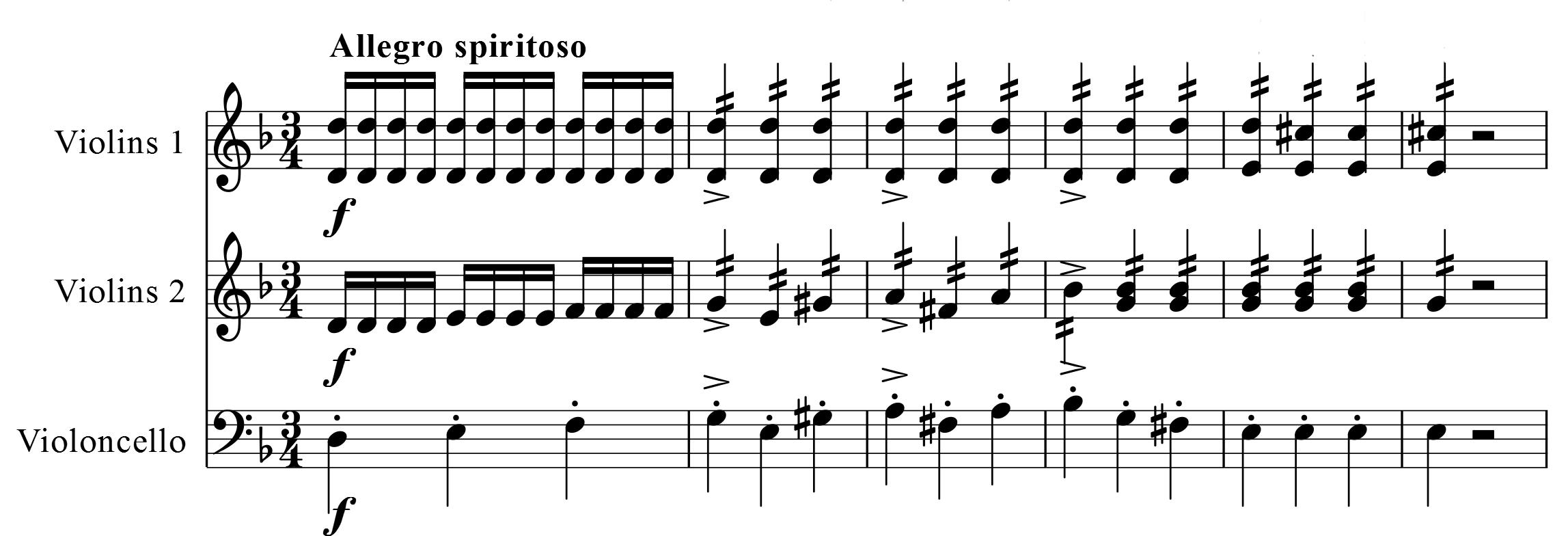
Beginn des Allegro spiritoso

Der Satz beginnt forte im dramatischen Tremolo mit im Bass auf- und absteigender Melodielinie, wobei die erste Taktzeit teils noch durch Akzente betont ist. Auf diesen sechstaktigen Eröffnungsgedanken folgt ein kadenzierender, dreitaktiger Piano-Anhang der Streicher. Anschließend wird das erste „Thema“ als Variante wiederholt, zuerst mit Stimmführung in den Oberstimmen (anfangs in Gegenbewegung zwischen Flöte / Oboen und den Violinen), dann ähnlich wie am Satzanfang, jedoch in der Tonikaparallele F-Dur. In F-Dur folgen dann auch zwei neue Motive mit Akzent: zunächst ab Takt 20 mit dem Akzent als Synkope (auf der zweiten, normalerweise unbetonten Taktzeit), dann ab Takt 25 als „zweites Thema“ (je nach Standpunkt verschiedene Sichtweisen möglich), das den Kopf vom ersten Thema aufgreift und mit akzentuierter, fallender Quinte kombiniert. Die fallende Quinte wird dreimal wiederholt und geht dann in eine Kette fallender Sekundmotive über. Anschließend steuert Haydn kurzfristig über einen auf- und absteigenden, verminderten Septakkord f-Moll an und steigert sich anschließend wiederum in F-Dur mit Tremolo und „ohne prägnante Thematik“ zu brillanten Passagen. Die Schlussgruppe (je nach Standpunkt auch teilweise als zweites Thema bezeichnet) hat Haydn im starken, „fast grotesken Gegensatz“ gestaltet, indem er in Flöte und Streichern eine siebentaktige (d. h. nicht wie sonst meist üblich symmetrisch gebaut) „behaglich sich wiegende Ländlermelodie simpelster und „popularster“ Faktur“ auftreten lässt.

„[Ohne] jeden erkennbaren Zusammenhang mit dem Vorhergehenden erklingt, gleichsam als Anhang, eine schlichte Melodie, ganz naiv anmutend, in denkbar einfacher Faktur mit nachschlagender Begleitung. Ihr menuett- oder ländlerartiger Charakter ist unverkennbar; dass es sich jedoch nicht um die achttaktige Periode eines Tanzsatzes handeln kann, wird dem Hörer durch die raffinierte metrische Verkürzung des Nachsatzes auf drei Takte deutlich gemacht: der anfängliche Eindruck, es werde ein Tanz zitierend eingefügt, wird dadurch unterlaufen und erweist sich als falsch. Mit diesem siebentaktigen Anhang (…) schließt die Exposition.“

Ungewöhnlich ist auch der Beginn der Durchführung mit ihren zwei Takten Generalpause „als sei das Stück erschrocken über den Abbruch nach sieben statt acht Takten“ und dem anschließenden Aufgreifen des Schlussgruppenthemas im harmonisch fernen Des-Dur. Mit dem auf- und absteigenden Septakkord (wie in Takt 33/34) wechselt Haydn nach Es-Dur, wo das Thema wiederholt wird und sich dann im Dialog mit den Bläsern fortspinnt. Bei beiden Themenauftritten ist die Begleitung gegenüber der Schlussgruppe variiert, indem die nachschlagenden Viertel von 2. Violine und Viola von den Oboen übernommen werden. Im kontrastierenden Forteblock ab Takt 93 wird der Kopf vom ersten Thema von g-Moll ausgehend mit dramatischem Tremolo verarbeitet, bis in Takt 108/109 E-Dur erreicht ist. Im letzten, nun anschließenden Abschnitt der Durchführung erscheint das Schlussgruppenthema zunächst in A-Dur, dann in F-Dur, wobei der abrupte Tonartwechsel wie zu Beginn der Durchführung durch eine zweitaktige Generalpause erfolgt.
In der Reprise ab Takt 128 ist das erste Thema variiert, indem die schreitende Viertelbewegung dominiert (das Tremolo ist ausgelassen) und schließlich über einem Orgelpunkt auf A ausläuft. Mit dem „zweiten Thema“ wechselt Haydn in Takt 147 dann überraschend nach D-Dur. Der Rest der Reprise ist ähnlich wie die Exposition strukturiert, das Schlussgruppenthema durch ein „Anhängsel“ auf acht Takte erweitert. Die Exposition wird wiederholt, Durchführung und Reprise aber nicht.

„Dem Hörer aber bleibt es überlassen, ob er diesen rätselhaften Satz als scherzhaftes Spiel mit einem beinahe trivialen fremden Element oder als interessantes Experiment, als Versuch der Zusammenfügung gänzlich heterogener Elemente zur Einheit eines Satzes, ansehen will.“

### Zweiter Satz: Adagio
B-Dur, 2/2-Takt (alla breve), 83 Takte
Die Streicher stellen piano das erste Thema mit getragenem Charakter vor. Besonders die zweite Hälfte des „kleingliedrigen“ Themas ist von fallenden Sekundmotiven geprägt, die Schlusswendung zudem durch Chromatik. Das Thema wird wiederholt: die erste Themenhälfte forte vom ganzen Orchester (Tutti), die zweite wie vorher im Streicherpiano. Das Thema schließt nun in der Tonika B-Dur (beim ersten Auftritt Schluss in der Dominante F-Dur).
In Takt 17 setzt wieder das Tutti im Forte mit einem kontrastierenden Abschnitt an, der durch die  pausendurchsetzte und mit Vorschlägen versehene Figur in den Oberstimmen, die durchlaufenden Sextolen der Mittelstimmen und die gleichmäßigen Viertel im Bass geprägt ist. In dieser Struktur beginnen die Oberstimmen (Flöte und 1. Violine) in Takt 19 eine Melodie in ausholender Geste (zweites Thema), die in Takt 24 auf der Doppeldominante C-Dur abschließt. Die nun folgende, energisch-marschartige Passage mit ihrem punktierten Rhythmus und dem Dialog zwischen Violinen und den übrigen Instrumenten etabliert F-Dur und führt ab Takt 30 zur tänzerischen Schlussgruppe mit ihrer zweifach wiederholten Vorschlags-Sechzehntelfloksel (die Vorschläge erinnern an das erste Thema). Dieses „dritte Thema“ wird zweimal hintereinander imitatorisch verarbeitet, zunächst von der 1. Violine und den Bässen, dann von den beiden Violinen.
Die Durchführung (ab Takt 39) beginnt mit dem ersten Thema in b-Moll, wechselt aber bereits nach vier Takten zum Schlussgruppenthema. Dieses wird mehrstimmig verarbeitet, bis es auf zwei Fermatenakkorden zum Stillstand kommt, die mit Vorhalts-Quartsextakkorden nach G-Dur kadenzieren. Ohne Übergang schließt nun die ausholende Melodie vom zweiten Thema in g-Moll an, bricht jedoch ebenfalls nach vier Takten ab. Den letzten Abschnitt der Durchführung hat Haydn mit einer relativ ausführlichen Gestaltung der Marsch-Passage (acht Takte) gestaltet.
In der Reprise (ab Takt 60) erscheint das erste Thema nur einmal mit pochender Achtelbegleitung im Bass (am Satzbeginn Viertel). Das zweite Thema ist ausgelassen, stattdessen folgen unmittelbar die „Marschpassage“ als Variante sowie die Schlussgruppe. Das Schlussgruppenthema wird mit zehn Takten „relativ breit (…) ausgesponnen und beendet diesen Satz, dessen Besonderheit in der für einen langsamen Sinfoniesatz ganz untypischen Fülle unterschiedlichster, gegeneinander stark kontrastierender Elemente besteht.“
Walter Lessing sieht insbesondere im Satzanfang mit seinen Seufzermotiven, der Chromatik (erstes Thema) und „im dramatischen Atem der Melodie über der lebhaften Begleitung der Mittelstimmen“ (zweites Thema) einen Bezug zur Oper:

„Im langsamen Satz, einem ausdrucksvollen, konstrastreichen Adagio, erinnern gewisse opernhafte Züge daran, dass die Sinfonien Nr. 79 bis 81 in der Nachbarschaft von Haydns „Armida“, seiner letzten Oper für Esterhaza, entstanden sind.“

### Dritter Satz: Menuetto
d-Moll, 3/4-Takt, mit Trio 58
Das Hauptthema des Menuetts ist forte mit schreitender Viertelbewegung im Staccato und teilweise in Gegenbewegung zwischen Ober- und Unterstimmen gehalten. Kennzeichnend ist der Themenkopf mit seinen drei Vierteln und dem folgenden Intervallsprung abwärts (der Themenkopf erinnert daher etwas an den Beginn des ersten Satzes). Ab Takt 4 wird das Geschehen durch Auftakte angereichert (zuerst in Sechzehnteln, dann als Triole), ab Takt 9 dann durch Chromatik. Der zweite Teil spinnt den Themenkopf im Streicherpiano als pausendurchsetzte Achtelbewegung fort. Der Anfangsteil wird dann nicht wie sonst meist üblich wörtlich aufgegriffen, sondern als Variante ohne die Auftaktfloskeln.
Im Trio (D-Dur) spielen die stimmführenden 1. Oboe, 1. Horn und 1. Violine „eine engräumige, nicht weniger als acht Viertel lang auf einem Ton verharrenden Melodie“ mit Trübung nach h-Moll, begleitet von triolischen Dreiklangsfiguren der 2. Violine und Viola. Howard Chandler Robbins Landon vermutet ein variiertes Zitat der gregorianischen Melodie des „Incipit lamentatio“, die Haydn schon im langsamen Satz der Sinfonie Nr. 26 (Details siehe dort) und im Trio der Sinfonie Nr. 45 verwendet hatte. „Der „sprechende“ Duktus dieser Trio-Melodie ist jedenfalls nicht zu überhören.“ Der zweite Teil des Trios spinnt die Melodie mit Stimmführung in Flöte und 1. Violine fort und greift dann den ersten Teil wieder auf.

### Vierter Satz: Finale. Presto
D-Dur, 2/4-Takt, 266 Takte

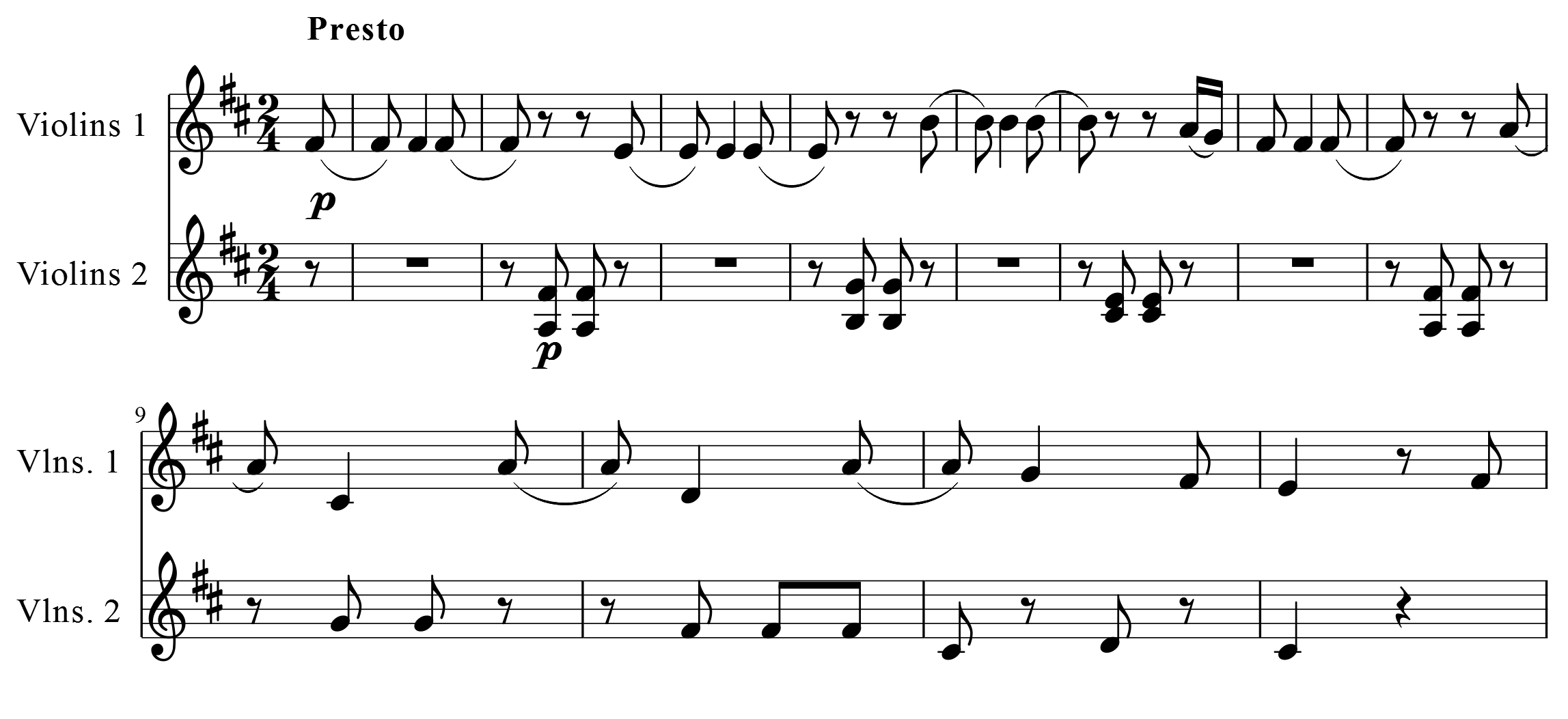
Beginn des Presto

Der Satz ist wesentlich durch die Dominanz von Synkopen geprägt, was sich bereits im ersten Thema zeigt: Die stimmführende 1. Violine spielt ein einfaches Thema, das in der ersten Hälfte durch dreifache Tonrepetition (im Folgenden: „Synkopenmotiv“), in der zweiten Hälfte durch Intervallsprünge geprägt ist, dazu geben die übrigen Streicher klopfende Einwürfe. Das Thema erscheint dem Hörer zunächst wie in den Betonungen des regulären 2/4-Taktes (d. h. als gleichmäßige Abfolge von Vierteln), obwohl es in Synkopen notiert ist. Erst am Themenende (Takt 11/12) wird kurzfristig das „normale“ Metrum erreicht. Das zwölftaktige Thema wird dann mit Flöte und Fagott wiederholt.
Der Forte-Block ab Takt 25 stellt dem Synkopenmotiv (als absteigende Variante in den Bässen) eine gegenstimmenartige Staccato-Figur in den Violinen gegenüber („Staccatomotiv“) und wechselt in Takt 32 zu virtuosen Läufen in den Violinen, denen wiederum das Synkopenmotiv beigemischt ist. Ab Takt 55 ist dem energischen Synkopenmotiv im Fortissimo eine markante Bassfigur unterlagert, und über die anschließende Tremolopassage erreicht Haydn die Dominante A-Dur.
Das zweite Thema (ab Takt 73, A-Dur) ist im Dialog zwischen Oboen und Einwürfen der Streicher (ähnlich zum ersten Thema) gehalten, am Ende tritt kurz das Staccatomotiv auf. Auch in der unmittelbar anschließenden Schlussgruppe mit ihrem aufsteigenden Dreiklangsmotiv benutzt Haydn am Ende eine Variante vom Staccatomotiv.
Die Durchführung beginnt mit dem ersten Thema in d-Moll und rückt es anschließend nach F-Dur, nun als Variante mit Bläserbeteiligung, wobei Oboen und Fagotte eine Schreitfigur im „normalen“ Rhythmus zu den Synkopen spielen. Ab Takt 123 folgt ein langer Verarbeitungsabschnitt mit dem Synkopenmotiv und dem Staccatomotiv, wobei Haydn verschiedene Tonarten streift (g-Moll, d-Moll, fis-Moll, cis-Moll, H-Dur). Wie als Scheinreprise erscheint nun das erste Thema im Streicherpiano nach G-Dur gerückt, wird jedoch nochmals durch einen kurzen Verarbeitungsblock mit Synkopen- und Staccatomotiv unterbrochen.
Die Reprise ab Takt 186 fängt mit dem ersten Thema in D-Dur wie am Satzbeginn an und geht dann ohne Wiederholung in den Forteblock ähnlich Takt 25 ff. über. Auch die übrige Reprise ist ähnlich der Exposition strukturiert. Exposition sowie Durchführung und Reprise werden wiederholt.

„Das Finale, ein Sonatensatz wie der erste, steigert dessen Tendenz, auf konturierte Thematik zu verzichten, ins Aberwitzige: der Hauptsatz ist ein sykopierter Rhythmus mit minimaler melodischer Bewegung, und der Seitensatz erscheint wie im Kopfsatz erst ganz am Schluß der Exposition und ist wie dort ein pointiert melodisches und sehr schlichtes Gebilde. Die Durchführung wird nur mit dem minimalistischen Material des Hauptsatzes bestritten und ist eine wahre tour de force thematischer Arbeit. Haydn hat einen so radikalen Versuch, einen ganzen Schlußsatz auf einen einzigen und noch dazu bizarren Einfall zu stellen und das sinnliche Vergnügen so weitgehend dem intellektuellen zu opfern, nicht noch einmal unternommen.“

„Man könnte die Darstellung und Erprobung der Synkope in all ihren Möglichkeiten als den eigentlichen Inhalt dieses in Haydns Werk beispiellosen Schlusssatzes ansehen.“

„Dieses D-dur-Presto (…) ist ein Kabinettstück an bizarrem Humor und rhythmischer Delikatesse, gepaart mit überraschenden  instrumentalen und harmonischen Effekten (…).“

„Als geeigneter Schluss eines völlig mollgetönten Werkes lässt dieses D-Dur – Finale mehrere unbeantwortete Fragen offen.“